# Paz de Deúlino

El mapa muestra en naranja los territorios obtenidos por la Mancomunidad de Polonia-Lituania. La mayoría de estos territorios, incluyendo la ciudad de Smolensk, habían pertenecido al Gran Ducado de Lituania, antes de ser conquistados por el Gran Ducado de Moscú en el.

La paz de Deúlino (también conocida como tregua o tratado de Dywilino) fue un acuerdo de paz firmado el 11 de diciembre de 1618 y que entró en vigor el 4 de enero de 1619. Puso fin a la guerra Polaco-Moscovita (1605-1618) entre la Mancomunidad de Polonia-Lituania y el Zarato ruso. Deúlino es el nombre de una aldea en las proximidades de Sérguiev Posad.
El acuerdo supuso la mayor expansión territorial de la Mancomunidad, que duró hasta que ésta perdió Livonia en 1629. La Mancomunidad obtuvo el control sobre el voivodato de Smolensk y el voivodato de Cherníhiv. La tregua tenía como fecha final 14 años y medio más tarde. Las partes intercambiaron a sus prisioneros, incluyendo al patriarca Filareto, patriarca de Moscú.
Ladislao IV, hijo del rey de la Mancomunidad, Segismundo III Vasa, no renunció a sus reclamaciones sobre el trono moscovita.  Tras el período de la tregua, y muerto ya Segismundo, las hostilidades se reanudaron con un conflicto al que se denominó Guerra de Smolensk, que finalizó con el tratado de Poliánovka o Polanów en 1635.